# Bande dessinée de western
La bande dessinée de western est un genre de bande dessinée mettant en scène des éléments (évènements, personnages) partageant des caractéristiques communes avec le western au cinéma et dans la littérature. Les narrations sont centrées sur l'Ouest américain.

## Histoire

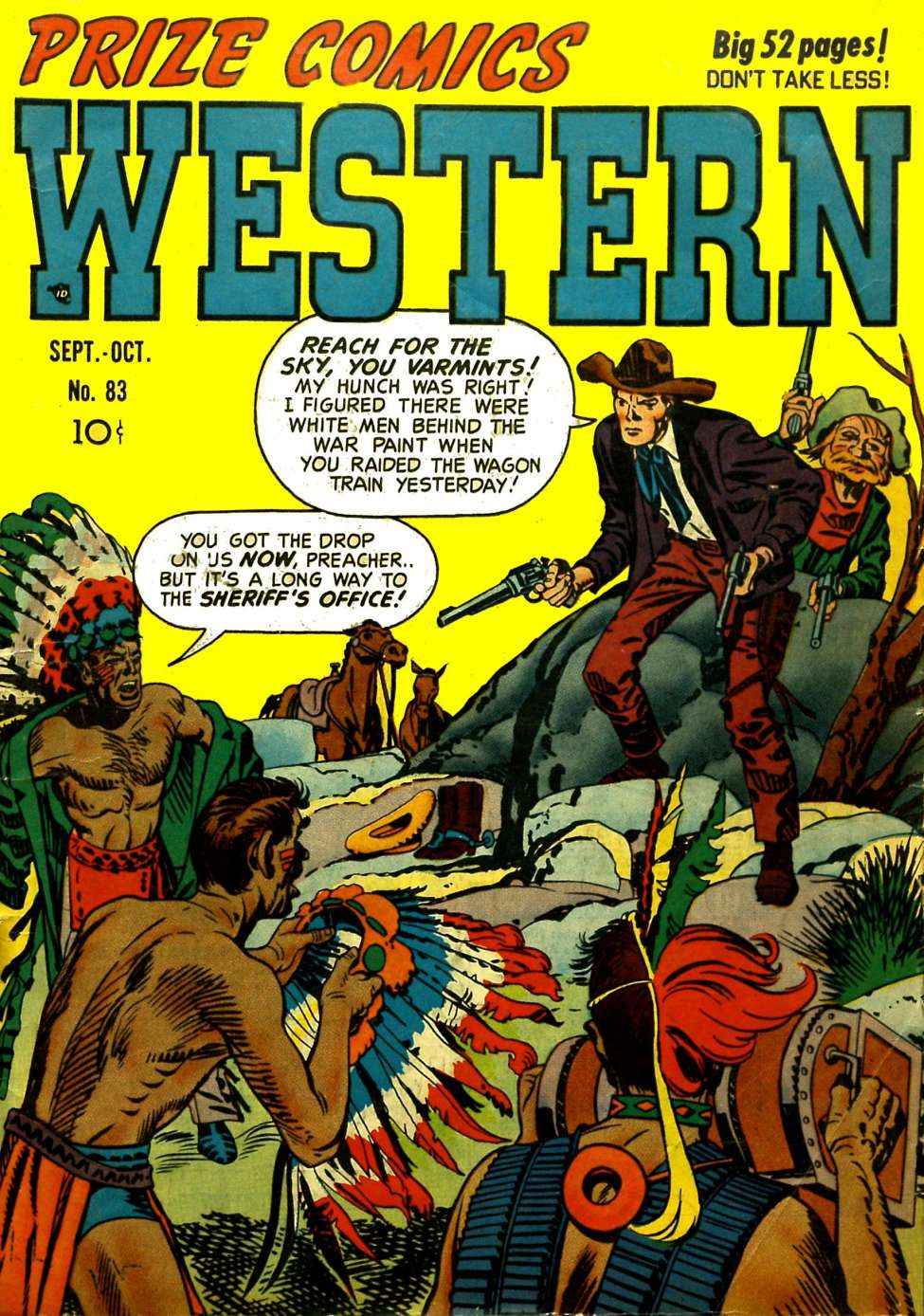
Couverture de Prize Comics Western n°83

La bande dessinée de western emprunte les canons du genre, tant au cinéma que dans la littérature, centré sur les États-Unis ; ce genre s'inscrit dans la Prairie, les Rocheuses voire le Mexique et le Canada (mais relativement à la centralité des États-Unis), principalement durant le XIXe siècle et plus précisément dans la période des années 1860 aux années 1880. Le thème du western se nourrit de spectacles vivants comme les Wild West Shows du célèbre Buffalo Bill, produits à partir de 1883 (mais dont les origines remontent à 1820 au moins) ; le cinéma s'empare ensuite de ces spectacles à partir de 1900 et la littérature francophone compte de nombreuses œuvres sur le sujet. Néanmoins, diverses bandes dessinées de western ne s'inscrivent pas dans ce cadre, car elles narrent l'histoire des États-Unis soit avant l'arrivée des Européens, soit au présent dans des œuvres comme Tintin en Amérique (1931) et Bécassine voyage (1921). 
En effet, les bandes dessinées francophones parues dans les années 1900-1930 et se déroulant dans l'Ouest des États-Unis décrivent le présent à travers une galerie de personnages pittoresques mais sur le déclin, avec une dimension d'humour ; les années 1930-1960 empruntent largement au western cinématographique classique, qui met en scène la conquête de l'Ouest par des héros blancs et chrétiens ; durant les années 1960-1980, les récits héroïques cèdent le pas à des narrations de révolte ou d'alternative. Depuis les années 1980, les auteurs dépeignent des personnages plus complexes et des narrations qui démythifient le « front pionnier » anglo-américain.
Les héros francophones de bande dessinée s'aventurent dans l'Ouest américain, comme Tom (Thomas) Picook, création de Raoul Thomen dans L'American Illustré (1907), Bécassine en voyage (en 1930) et le Totor d'Hergé (1926), précurseur du personnage de Tintin, qui visite le pays dans l'album Tintin en Amérique (1931) ; le décor des Rocheuses et des Grandes Plaines présente une simple fonction de cadre aux péripéties, sans souci de vraisemblance ni de cohérence, jouant sur les stéréotypes des cow-boys, des hors-la-loi, des shérifs et des Indiens. L'Ouest américain, dans les œuvres au début du XXe siècle, est associé aux cow-boys ; or, « l'apogée de l'élevage bovin extensif dans les Plaines remonte au début des années 1880 », suivie d'un déclin brutal ; le mythe ensuite prend le relai par les spectacles et par le tourisme avec des ranchs factices durant les années 1900-1930. Dans la réalité, le métier de cow-boy était précaire, difficile et embauchait largement des personnes issues minorités ethniques qui avaient été rejetées pour d'autres emplois. 
Dans les deux décennies suivantes, qui comptent des œuvres comme Les Chapeaux noirs (1950), la représentation des « temps héroïques du Far West » appartient définitivement au passé, à une époque mythique : les dernières décennies du  XIXe siècle ; cette même époque voit la naissance de Lucky Luke et Jerry Spring par des auteurs belges. Dans le contexte du retour à la paix, de la Guerre froide et de la « désaméricanisation » qui sous-tend la loi du 16 juillet 1949 sur les publications destinées à la jeunesse, le western témoigne d'un fort conservatisme social et culturel. En effet, les autorités cherchent à imposer un « ordre fortement genré, familiariste et maternaliste », notamment à travers la figure du « male breadwinner », chargé de pourvoir aux besoins d'une famille hétéronormée ; la femme, chargée du bien-être du foyer, idéalement mère de nombreux enfants, se trouve au cœur du processus de consommation ; ce modèle social, où l'industrialisation est présentée comme porteuse de prospérité, se diffuse dans la presse généraliste. Les auteurs de bande dessinée de western, presque exclusivement masculins, écrivent sur des héros masculins à destination des petits garçons et participent à une certaine vision normée de la masculinité et de la virilité. Dans le même temps, des anti-héros tels Blueberry (à partir de 1963) apparaissent.
À travers le cinéma et des bandes dessinées comme Red Ryder (1938), Jim Boum de Marijac (1931), le Réveil des Sioux d'Étienne Le Rallic (1938), Jerry Spring de Jijé (1954), le lecteur « construisait un imaginaire homogène ». Marijac participe à de nombreuses séries ayant pour cadre l'Ouest américain. C'est l'époque où paraissent des héros éphémères et des histoires complètes d'origines française et belge, dans les milieux tant catholiques que communistes.